# Resolutie 2163 Veiligheidsraad Verenigde Naties
Resolutie 2163 van de Veiligheidsraad van de Verenigde Naties werd unaniem door de VN-Veiligheidsraad aangenomen op 25 juni 2014 en verlengde de UNDOF-missie in de grensstreek tussen Syrië en Israël verder met een half jaar.

## Achtergrond
Na de Jom Kipoeroorlog kwamen Syrië en Israël overeen de wapens neer te leggen. Een waarnemingsmacht van de Verenigde Naties moest op de uitvoer van de twee gesloten akkoorden toezien. Ook toen in 2011 de Syrische Burgeroorlog uitbrak bleef de missie doorlopen.

## Inhoud
De situatie in het Midden-Oosten bleef gespannen. Men was zeer bezorgd over de vele schendingen van het Akkoord inzake de Terugtrekking van Troepen uit 1974. De scheidingszone moest, op UNDOF zelf na, vrij van troepen zijn. Er hadden opnieuw hevige gevechten plaatsgevonden in het kader van de Syrische Burgeroorlog. Oppositiegroeperingen maakten er ook vaker gebruik van geïmproviseerde bommen, wat door de Raad werd veroordeeld. Ook het gebruik van zware wapens in het gebied door beide partijen en tanks door het regeringsleger werden veroordeeld. Er werd opgeroepen de gevechten in heel het land te staken.
De partijen werden opnieuw opgeroepen resolutie 338 uit 1973 uit te voeren. Ze werden ook herinnerd aan het akkoord uit 1974 en gevraagd het staakt-het-vuren en de scheidingszone te respecteren.
Het mandaat van de UNDOF-waarnemingsmacht werd met een half jaar verlengd, tot 31 december 2014.

## Verwante resoluties
- Resolutie 2108 Veiligheidsraad Verenigde Naties (2013)
- Resolutie 2131 Veiligheidsraad Verenigde Naties (2013)
- Resolutie 2172 Veiligheidsraad Verenigde Naties
- Resolutie 2192 Veiligheidsraad Verenigde Naties

Lijst ·  2133 ·  2134 ·  2135 ·  2136 ·  2137 ·  2138 ·  2139 ·  2140 ·  2141 ·  2142 ·  2143 ·  2144 ·  2145 ·  2146 ·  2147 ·  2148 ·  2149 ·  2150 ·  2151 ·  2152 ·  2153 ·  2154 ·  2155 ·  2156 ·  2157 ·  2158 ·  2159 ·  2160 ·  2161 ·  2162 ·  2163 ·  2164 ·  2165 ·  2166 ·  2167 ·  2168 ·  2169 ·  2170 ·  2171 ·  2172 ·  2173 ·  2174 ·  2175 ·  2176 ·  2177 ·  2178 ·  2179 ·  2180 ·  2181 ·  2182 ·  2183 ·  2184 ·  2185 ·  2186 ·  2187 ·  2188 ·  2189 ·  2190 ·  2191 ·  2192 ·  2193 ·  2194 ·  2195